# Tracy Freundt
Tracy Natalia Freundt Bonilla (Lima, 20 de mayo de 1985) es una modelo peruana. 
Freundt estudió Comunicación en la Universidad de Lima. Debutó en la televisión en el programa Camino a la fama. Ganó el certamen Miss Teenager World 2002 en Ecuador. Su trabajo más destacado fue el haber formado parte del personal de modelos del programa juvenil Habacilar, de América Televisión, donde debutó en diciembre de 2003 y trabajó en dos etapas. La primera desde aquel entonces hasta el año 2006; la segunda fue cuando se reincorporó en 2008 y continuó de manera permanente hasta el cierre del programa en el año 2011. Concursó en el certamen Miss Perú Universo 2005. Luego quedó tercera finalista en el Miss Asia-Pacífico en Filipinas.
Después de participar en el programa Habacilar, se dedicó a la animación infantil. Además, participó en el programa Esto es guerra. Desde 2015, se dedica a su bitácora El diario de mami.

## Televisión
- Camino a la fama (2003);
- Habacilar (2003-2006, 2008-2011), modelo;
- Bailando por un sueño (2008), concursante, décimo puesto;
- Esto es guerra (2014), participante;[5]
- Esto es Habacilar (2022), modelo.[6]